# Allium calamarophilon
Allium calamarophilon es una especie de planta del género Allium, perteneciente a la familia de las amarilidáceas,
del orden de las Asparagales. Originaria de Europa en Grecia en la isla de Eubea.

## Descripción
Allium calamarophilon, cuenta con un delgado tallo que sale del bulbo bajo tierra, alcanza un tamaño de 10-12 cm de altura, con 1-3 hojas lanceoladas, envolviendo el tercio inferior del tallo. Las flores, de color del blanco al rosa, se agrupan en inflorescencias terminales, en grupos de 5-8. Florece en julio.

## Distribución y hábitat
Esta especie es conocida sólo en la isla de Eubea, una de las mayores islas del mar Egeo. La única población conocida, que consta de unos pocos ejemplares, se encuentra en una zona relativamente inaccesible en el centro de la isla, cerca del pueblo de Kymi, sobre un promontorio rocoso a 20-30 m sobre el nivel del mar.

## Taxonomía
Allium calamarophilon fue descrita por  Phitos & Tzanoud. y publicado en Bot. Chron. 1: 11 (1981).
Etimología
Allium: nombre genérico muy antiguo. Las plantas de este género eran conocidos tanto por los romanos como por los griegos. Sin embargo, parece que el término tiene un origen celta y significa "quemar", en referencia al fuerte olor acre de la planta. Uno de los primeros en utilizar este nombre para fines botánicos fue el naturalista francés Joseph Pitton de Tournefort (1656-1708).
calamarophilon: epíteto